# African-American Film Critics Association Awards 2006
4. ročník udílení African-American Film Critics Association Awards se konal dne 22. prosince 2006. 

## Vítězové

### Žebříček nejlepších deseti filmů
1. Dreamgirls
2. Poslední skotský král
3. Skrytá identita
4. Akeelah
5. Dotkni se ohně
6. Klub splněných přání
7. Bobby
8. Ďábel nosí Pradu
9. Štěstí na dosah
10. Spojenec

### Další kategorie
- Nejlepší herec: Forest Whitaker – Poslední skotský král
- Nejlepší herečka: Helen Mirrenová – Královna
- Nejlepší režisér: Bill Condon – Dreamgirls
- Nejlepší film: Dreamgirls
- Nejlepší herec ve vedlejší roli: Eddie Murphy – Dreamgirls
- Nejlepší herečka ve vedlejší roli: Jennifer Hudson – Dreamgirls